# サニーサイド
『サニーサイド』（Sunnyside）は、1919年公開の短編サイレント映画。ファースト・ナショナル・ピクチャーズによる製作で、主演・脚本・製作および監督はチャールズ・チャップリン。チャップリンの映画出演67作目にあたる。別邦題『サンニー・サイド』。
チャップリンのフィルモグラフィでは、次作の『一日の行楽』とともにスランプ期における低調な作品とみなされているが、その背景の一つには、チャップリンのプライヴェートでの出来事が絡んでいた。

## あらすじ
チャーリーは、ある農村のホテルの雑用係。村の娘（エドナ・パーヴァイアンス）に恋をしているチャーリーは、娘の気を引こうと大張り切りするも、牛に弄ばれるなどなかなかうまくいかない。ある日、町から若い美男子（トム・テリス）がやって来て、娘に好意を持ってしまう。チャーリーは娘の愛を勝ち取ろうと奮闘するが…。

## キャスト
出典：
- チャールズ・チャップリン - ホテルの雑用係
- エドナ・パーヴァイアンス - 村一番の美人
- トム・ウィルソン - ホテルの主人
- トム・テリス（英語版） - 都会からきた若者
- ヘンリー・バーグマン - 村人・エドナの父（二役）
- アルバート・オースチン - 村の医者
- ロイヤル・アンダーウッド - 太った少年の父
- トム・ウッド[注 2] - 太った少年
- ジェームス・パークス・ジョーンズ（英語版） - 太った男
- オリーブ・アン・アルコーン（英語版） - ニンフ
- オリーブ・バートン - ニンフ
- ウィリー・ミー・カーソン - ニンフ
- ヘレン・コーン - ニンフ

## 作品の概要

### 背景
前作『担へ銃』の製作中、チャップリンは一つの噂話に悩まされることとなった。1918年6月ごろ、子役上がりで当時17歳の女優ミルドレッド・ハリスとの婚約の噂が流れるようになり、『担へ銃』完成のころになると、ミルドレッドの母親が「ミルドレッドが妊娠した」とチャップリンに告げ、これによりチャップリンは進退窮まるようになった。いわゆる「できちゃった結婚」のスキャンダルが流れて人気がガタ落ちすることを恐れたチャップリンは、側近に命じて大急ぎで結婚の手筈をととのえさせて、『担へ銃』封切の3日後にあたる1918年10月23日に、「なんの喜びもないままに」ミルドレッドと結婚することとなった。
このころのチャップリンの信念には「結婚は創造力を弱める」というものがあり、ミルドレッドと結婚した以上は結婚生活を何とかうまくやって行こうという意志こそあったものの、ミルドレッドの妊娠話が、実は完全な狂言であったことが発覚したことは、ミルドレッド自身が「チャップリンの妻」という肩書を得て一時的にせよ業界でもてはやされたのとは対照的に、チャップリンに少なからぬ打撃を与える結果となった。こういう、チャップリンにとっては「泣きっ面に蜂」的な状況の中で次回作の製作の準備は進められることとなるが、舞台を田舎に設定して、それが終始一貫していたこと以外、チャップリンが次回作に当初どのような腹案を持っていたかについては、ただでさえチャップリンが秘密主義者であったことも加味しても、他の作品以上にはっきりしたことはわかっていない。

### 製作
『何でも屋ジャック』と仮の名前を付けられた作品は、当初の予定よりも5週間遅れて1918年11月4日に始まったが、ミルドレッドとの結婚生活騒動が尾を引いていたのか、撮影の開始は中身を煮詰めないまま行われた。撮影そのものも、共演者とのストーリーの練り合わせなど多種多様な口実を作っては何度も中断しており、チャップリン自身もスタジオからしばしば姿を消す有様であった。1919年1月19日から29日まではスタジオそのものも閉鎖され、1月29日にスタジオに戻ってきたチャップリンは、これまで撮影した2万フィートを超すフィルムを全部破棄して『成就』と題する別の作品の製作を宣言する。そのような一種の気分転換を図っても何も変わらず、『成就』の製作はなかったことにして『何でも屋ジャック』を『サニーサイド』に改題した上で作品の製作をつづけることとなった。
かくして『サニーサイド』の製作は再開されたが、チャップリンは依然としてスランプを脱する気配はなかった。当時の撮影日誌には、3月8日まで「撮影せず」だとか「編集」、「気分すぐれず」などといった記述の羅列に終始していた。しかし、3月中旬にいたってチャップリンは突然撮影に張り切るようになり、以降3週間ばかりの間は撮影に没頭した末に、4月15日にクランクアップを迎えることができた。

## 評価
『サニーサイド』は、総合的に見るとスランプの影響をまともに感じる作品であり、これは当のチャップリンが『自伝』において「虫歯を抜くような苦労」と表現するほどであった。完成から2か月後の6月15日に『サニーサイド』は封切られたものの、マスコミからの評価もやはり冷淡であり、チャップリン自身の評価とマスコミのそれが珍しく一致している例の一つとなった。チャップリンはまた、「アイデアの泉は、完全に涸れてしまった」とお手上げ状態であったことも認めている。

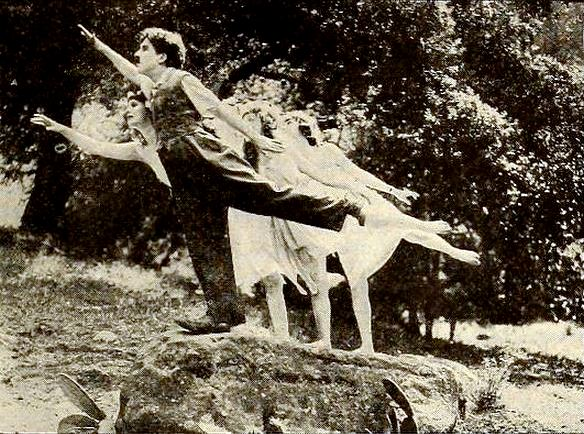
妖精とともにバレエを舞うチャーリー

しかし、チャップリン本人ですら失敗を認めている『サニーサイド』について、チャップリンの伝記を著した映画史家のデイヴィッド・ロビンソンは、作品そのものについては「構成が緊密でもなければ人物の行動にもメリハリがない」と論じている一方で、牧歌的ムードにあふれている点を「実験」と位置付けたうえで、「いつものチャップリンらしさとは違う興味深い点をいくつも見出すことができる」として一定の擁護をしている。また、この映画のハイライトでもある乾上った川のほとりで4人のニンフと戯れるシーンなどは、ヴァーツラフ・ニジンスキーが踊った革新的なバレエ『牧神の午後』へのオマージュともいわれているが、そのニジンスキー本人は当時、神経衰弱に陥ってダンサーとしてのキャリアはすでに終えようとしていた時期であった。しかし1916年12月、バレエ・リュスの北米ツアー中に『勇敢』を撮影中のチャップリン・スタジオを仲間と訪問しており、チャップリンもまたニジンスキーとその一座が出演する劇場に足を運んで、歓待したニジンスキーが幕間にチャップリンと話に夢中になりすぎたがゆえに、観客に待ちぼうけを喰らわせるという一幕もあった。それでも、ラストシーンに関する論評はロビンソンを含めて解釈が分かれている。エドナを恋敵に取られたチャーリーが走ってくる自動車の前に身を投げ出すところが夢なのか、はたまたハッピーエンドの部分が夢なのか、その見解は一致していない。

## NGフィルム
『サニーサイド』はあらすじにあるように農村のホテルを舞台とした喜劇であるが、撮影したフィルムの中には床屋のシークェンスが含まれている。当該シークェンスにはチャーリーとエドナ、それに床屋の客（アルバート・オースチン）が登場。オースチン演じる客は、耳元で動き回るネズミに驚いたり、ひげを剃るために顔全体にクリームを塗られたあとで、買い物から帰ってきたエドナとチャーリーの雑談に待ちぼうけを喰らわされて怒ったりする。ようやくひげ剃りの段階になっても、剃刀を持つチャーリーの動きはぎこちがなく、客はひげを剃ってもらえない。しかし、この床屋のシークェンスは完成版には取り入れられることはなかった。（#外部リンク、『Unknown Chaplin』中の『Episode 3 (Hidden Treasures)』にアウトテイクが収録されている）
床屋のギャグは、チャップリンの芸の原点とも言うべきミュージックホールにおける定番ギャグの一つであり、『サニーサイド』では日の目を見ることはなかったものの、後年の『独裁者』（1940年）で床屋のギャグが、『ニューヨークの王様』（1957年）で顔にクリームが塗りたくられた男が、それぞれ姿かたちを少し変えつつも登場している。